# روري جنكينز
روري جنكينز (29 يونيو 1970 بليستر في المملكة المتحدة - ) (بالإنجليزية: Rory Jenkins)‏ هو لاعب كريكت بريطاني. لعب مع British Universities cricket team ‏ وDevon County Cricket Club ‏ ونادي جامعة كامبريدج للكريكيت ‏.

## وصلات خارجية
- روري جنكينز على موقع إي آس بي آن كريك إنفو (الإنجليزية)